# Rozłupiec

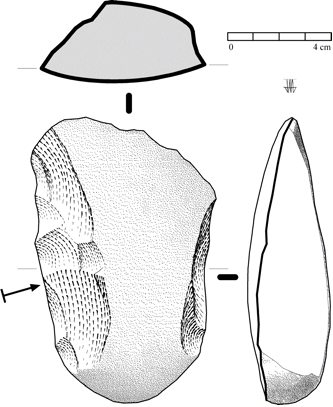
Rozłupiec

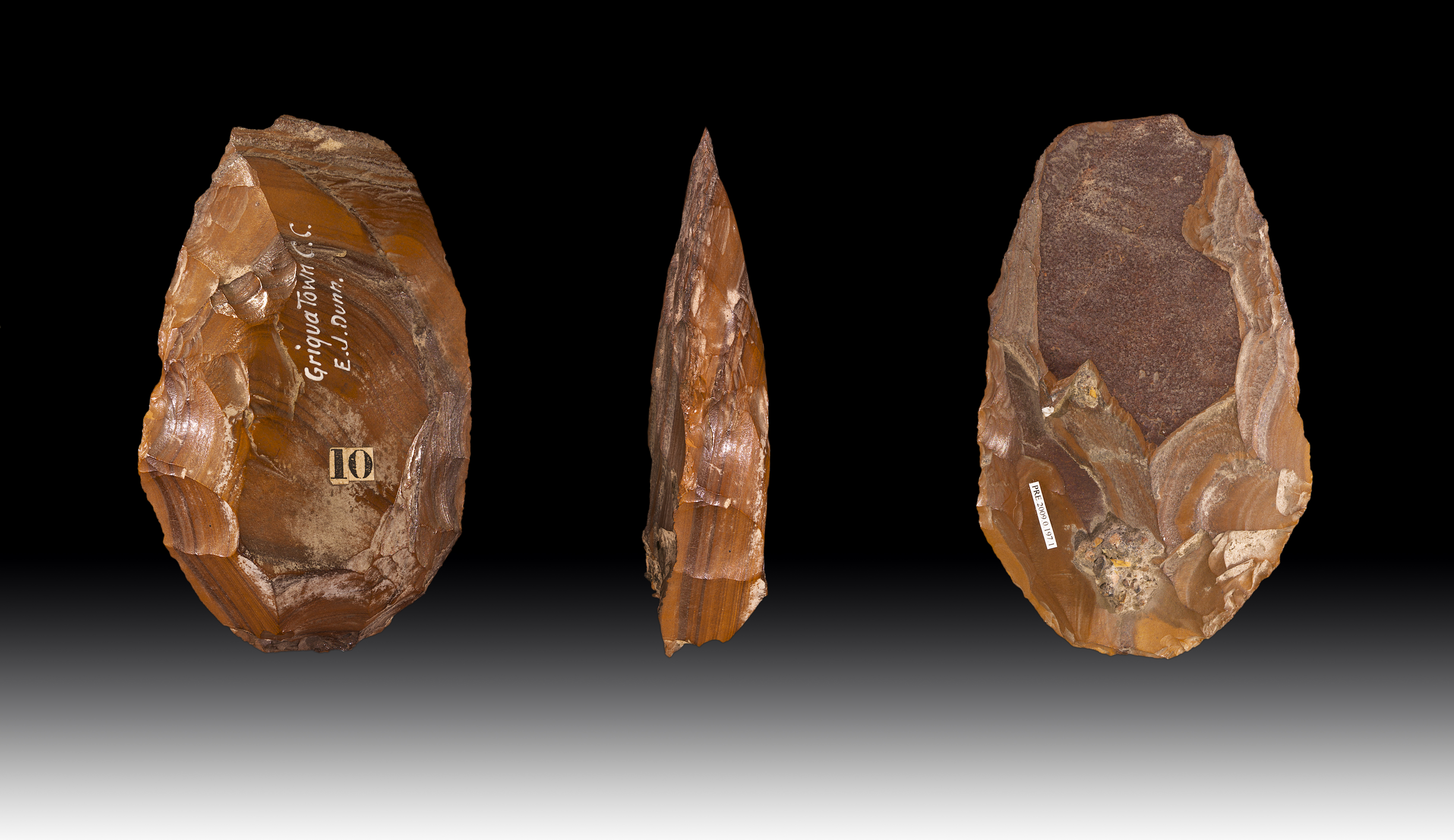
Rozłupce

Rozłupiec – narzędzie wykonane techniką rdzeniowania w swej formie zbliżone do pięściaków, posiadające na wierzchołku poprzeczną krawędź pracującą. Narzędzia te służyły do rozbijania kości bądź do kopania w ziemi.
Poza rozłupcami wykonywanymi techniką rdzeniowania na surowych fragmentach skał twardych (konkrecjach, otoczakach itp.) wyróżniamy także rozłupce odłupkowe. 
Ogólnie rozłupce dzieli się na:
- rozłupce z obustronną (bifacjalną) obróbką na obu krawędziach bocznych;
- rozłupce z obustronną obróbką na obu krawędziach bocznych i zaokrąglonej lub szpiczastej podstawie;
- rozłupce ze zwrotną obróbką na obu krawędziach bocznych;
- inne rozłupce z niepełną obróbką obustronną.